# Арагорн
Арагорн (на английски: Aragorn II) е персонаж от романа „Властелинът на пръстените“ на Дж. Р. Р. Толкин. Известен още като Елесар, Естел, Бързоход, Скиталец, Торонгил.
Наследник на Исилдур през 39 поколения, предводител на Дунеданците на Севера. Наречен от Гандалф „най-великият ловец и преследвач от тази ера“, Арагорн изминава много велики приключения и пътува до много далечни земи преди да заеме трона.
 Внимание:  Текстът по-долу разкрива сюжета на произведението (или части от него)!
Арагорн израснал в Ломидол при Елронд, тъй като баща му загинал, когато той бил на две годинки. Там носил името Естел (превод-Надежда) и едва когато навършил двадесет години, научил от Елронд истинското си име. Елронд също му разкрил, че той е последният наследник на Исилдур и му връчил пръстена на Барахир и строшения меч на Елендил. След това Арагорн отишъл в Пущинака и почти седемдесет години се сражавал срещу слугите на Саурон. Междувременно служил на краля на Рохан Тенгел и на наместника на Гондор Ектелион II. Именно Арагорн, познат тогава като Торонгил, оглавил през 2980 г. настъплението срещу Умбар, когато била унищожена голяма част от пиратската флотилия. През 2956 г. срещнал магьосника Гандалф, с когото се сприятелил и на когото впоследствие често помагал.
През 3017 г. от Третата епоха по молба на Гандалф след продължително търсене Арагорн открил и пленил Ам-гъл. Година по-късно той помогнал на Фродо Бегинс да стигне до Ломидол и там станал един от деветимата пазители на пръстена, поели на път към Ородруин.
След като Задругата се разпаднала, Арагорн участвал в битката при Шлемово усое, преминал през Пътеките на мъртвите и принудил призраците на клетвопрестъпниците да му се подчинят, като с тяхна помощ успял да победи пеларгирските пирати и да завземе корабите им. Благодарение на тези кораби той успял да помогне на обсадената крепост Минас Тирит и появата му заедно с призраците на клетвопрестъпниците(клетвопрестъпниците са освободени от него още след битката с умбарците и харадримите по южното крайбрежие) обърнала хода на сражението и донесла победата.
В Минас Тирит Арагорн решава, че е време да се разкрие. След края на Войната на Пръстена Аргорн Елесар застанал на трона и започнал да управлява Обединеното кралство на Гондор и Арнор под името Елесар Телконтар. Неговото управление било с продължителност 120 години. Арагорн II починал през 120 г. от Четвъртата епоха